# Grande Polonia
La Grande Polonia (in polacco: Wielkopolska, in tedesco: Großpolen, in latino: Polonia Maior) è una regione storica della Polonia centro-occidentale.

## Nome della regione
Wielkopolska era il nome di uno Stato polacco del primo Medioevo, a cui ci si riferisce spesso come la "culla della Polonia", e a volte è stato semplicemente chiamato "Polonia". Il nome di Grande Polonia è stato citato per la prima volta in lingua latina, nella forma "Polonia Maior", nel 1257 e in polacco come "w Wielkej Polszcze" nel 1449. Il nome della regione può essere spiegato pensando alla vecchia Polonia, opposta alla nuova Polonia, la Piccola Polonia (in lingua polacca: Małopolska; in latino: Polonia Minor), una regione della Polonia sudorientale la cui capitale è Cracovia.

## Geografia
La Grande Polonia comprende la maggior parte dell'area in cui scorrono il fiume Warta e i suoi affluenti, incluso il fiume Noteć. Ci sono due principali regioni geografiche: nel nord c'è il distretto dei laghi, ricco di laghi post-glaciali e colline; nel sud sono maggiormente presenti le pianure.
Amministrativamente, la regione storica è divisa nei voivodati della Grande Polonia, di Lubusz, della Cuiavia-Pomerania e di Łódź.

### Principali città

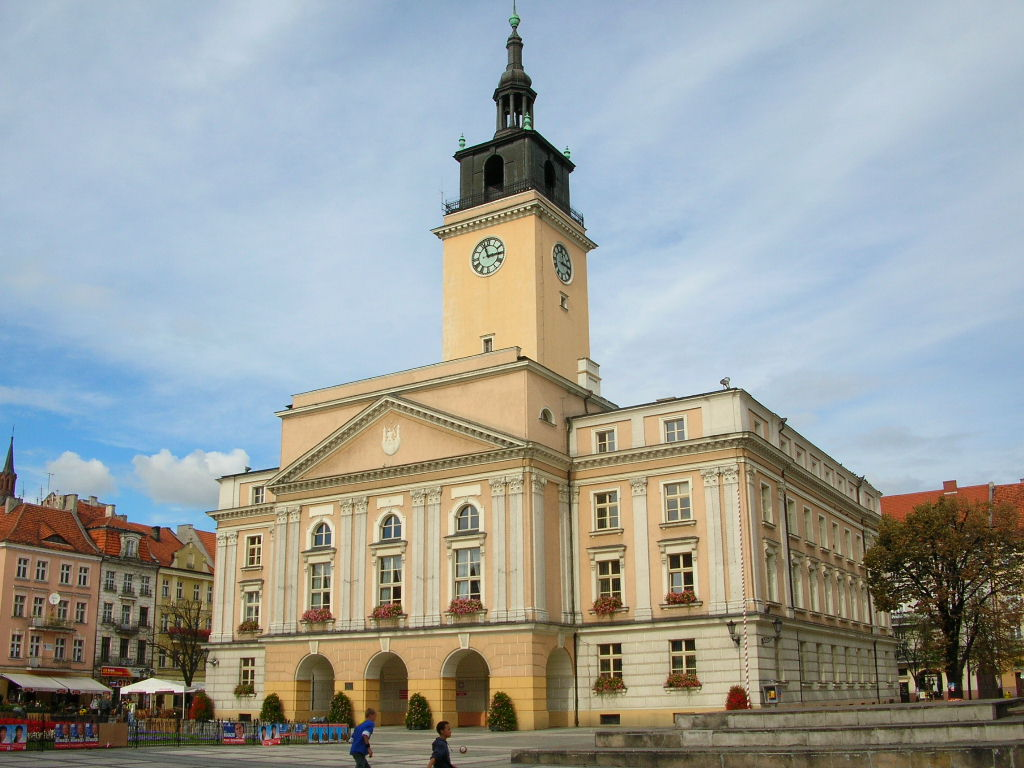
Kalisz

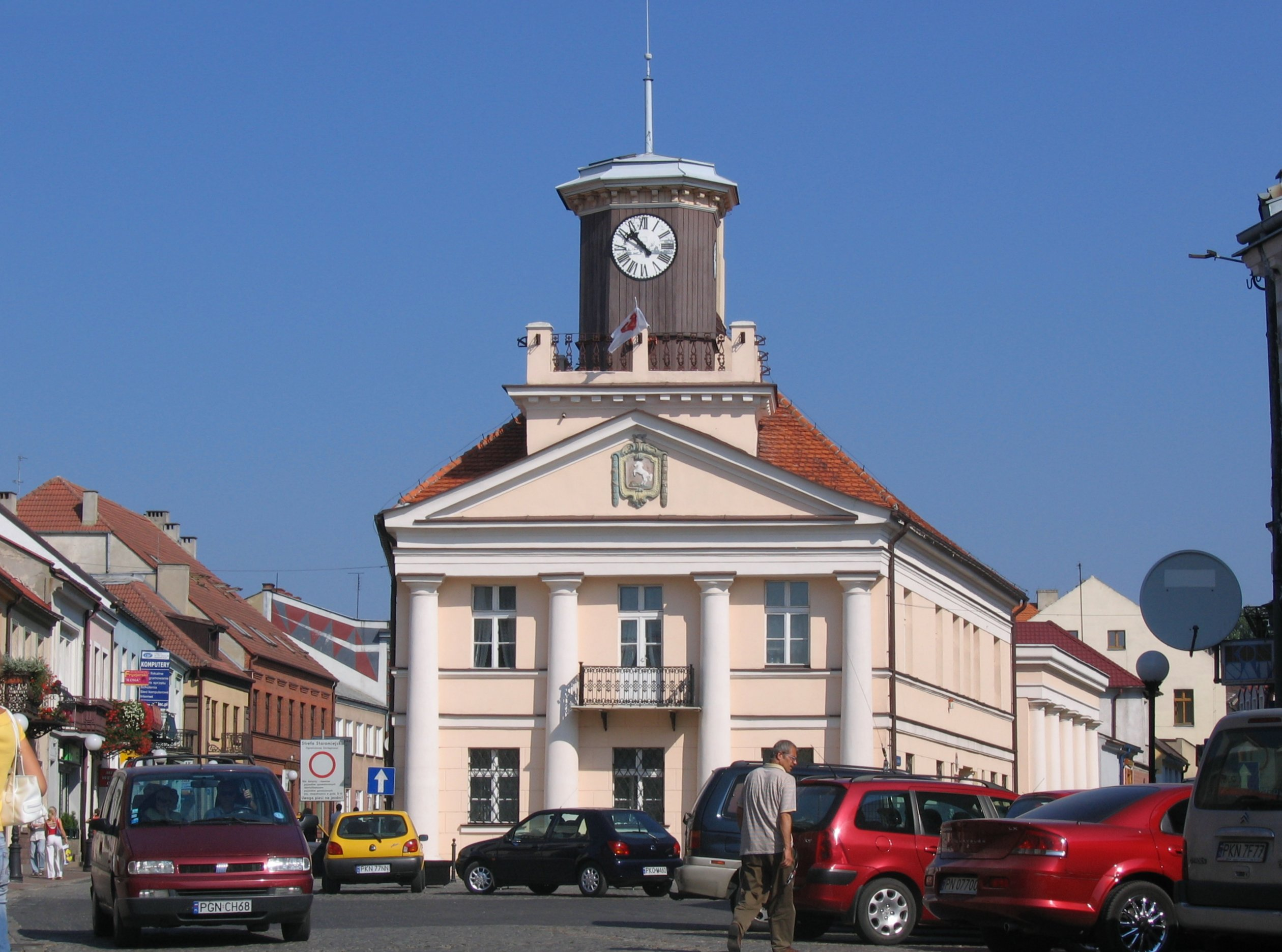
Konin

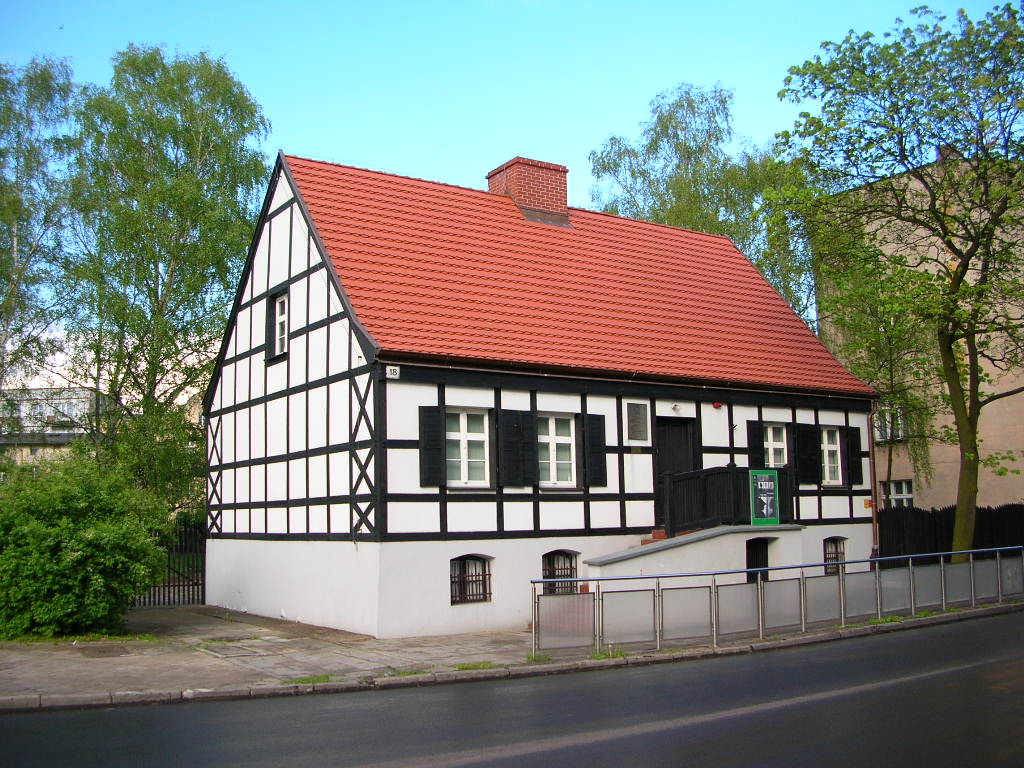
Piła

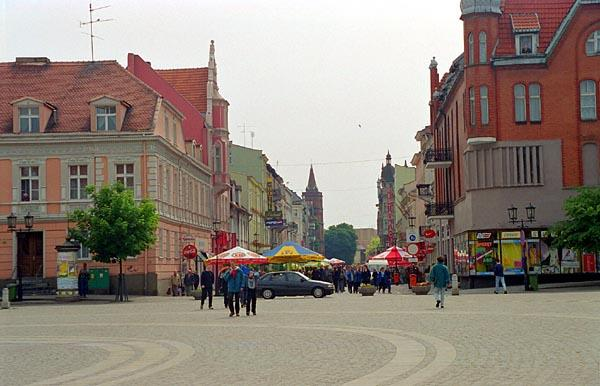
Gniezno

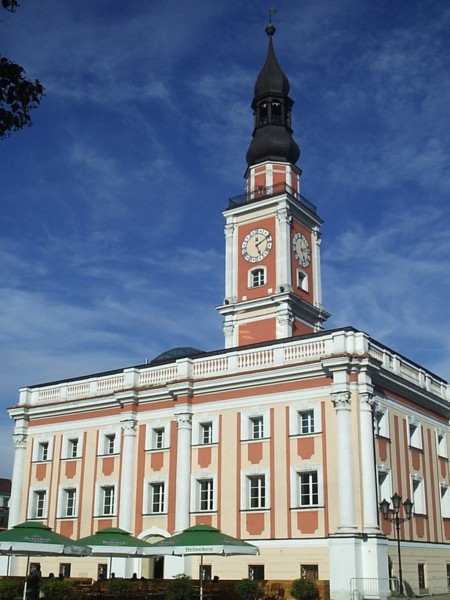
Leszno

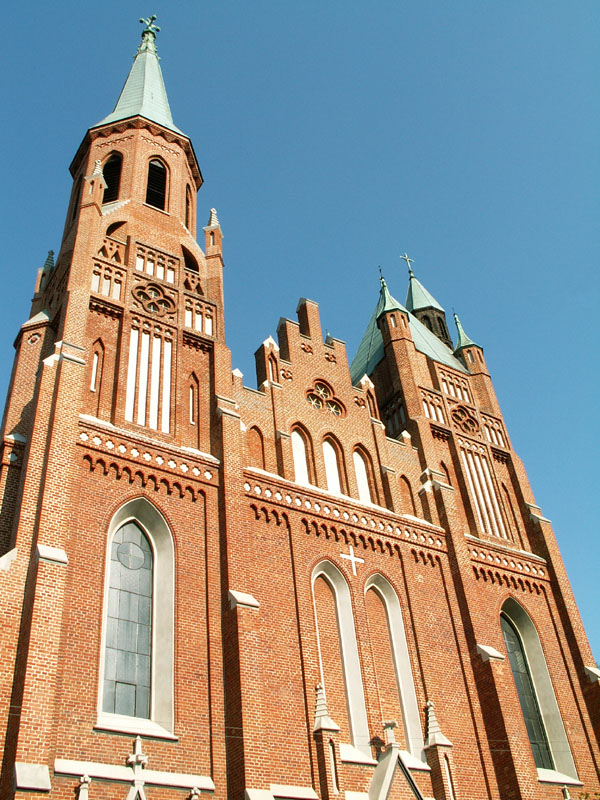
Turek

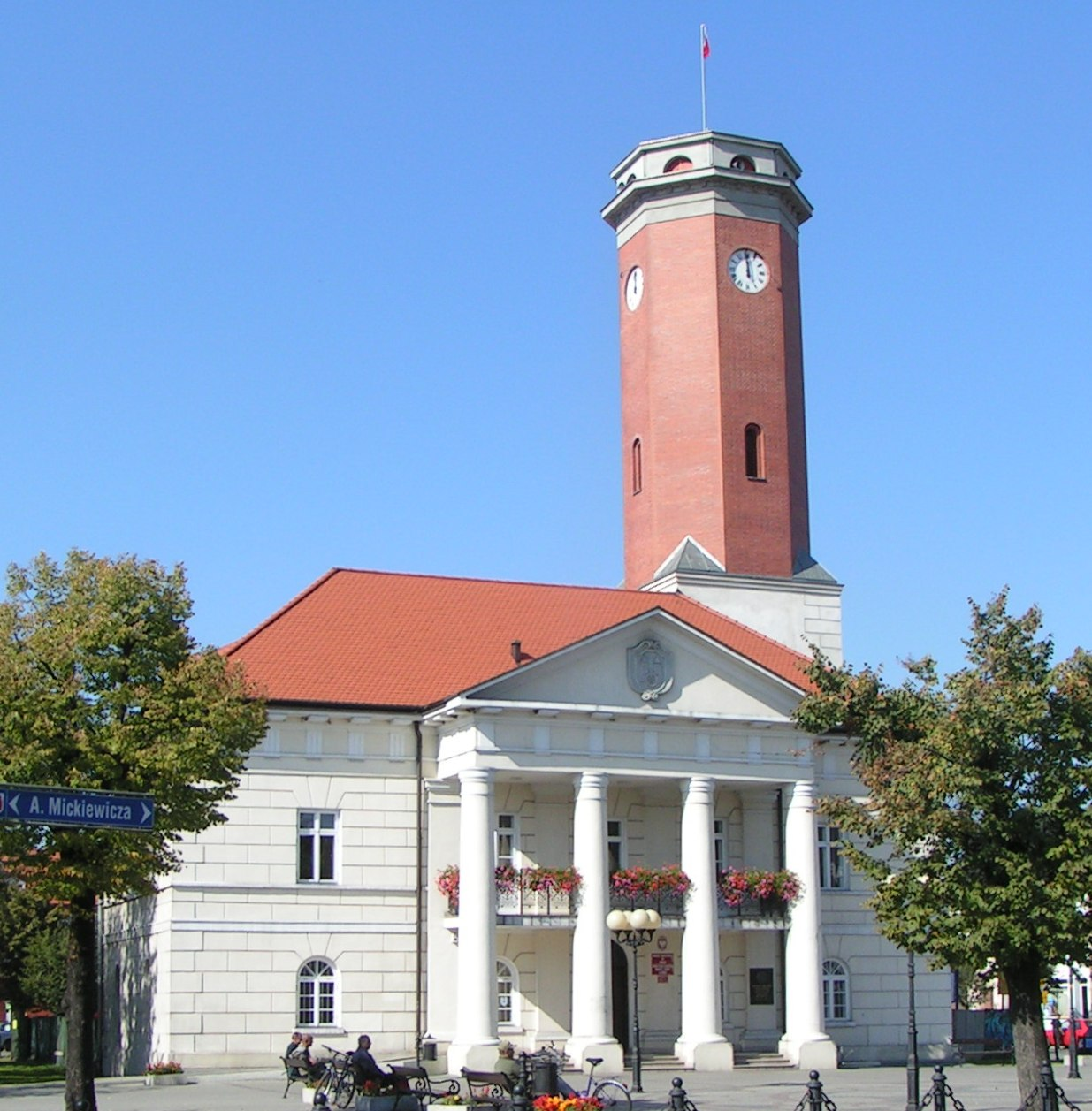
Koło

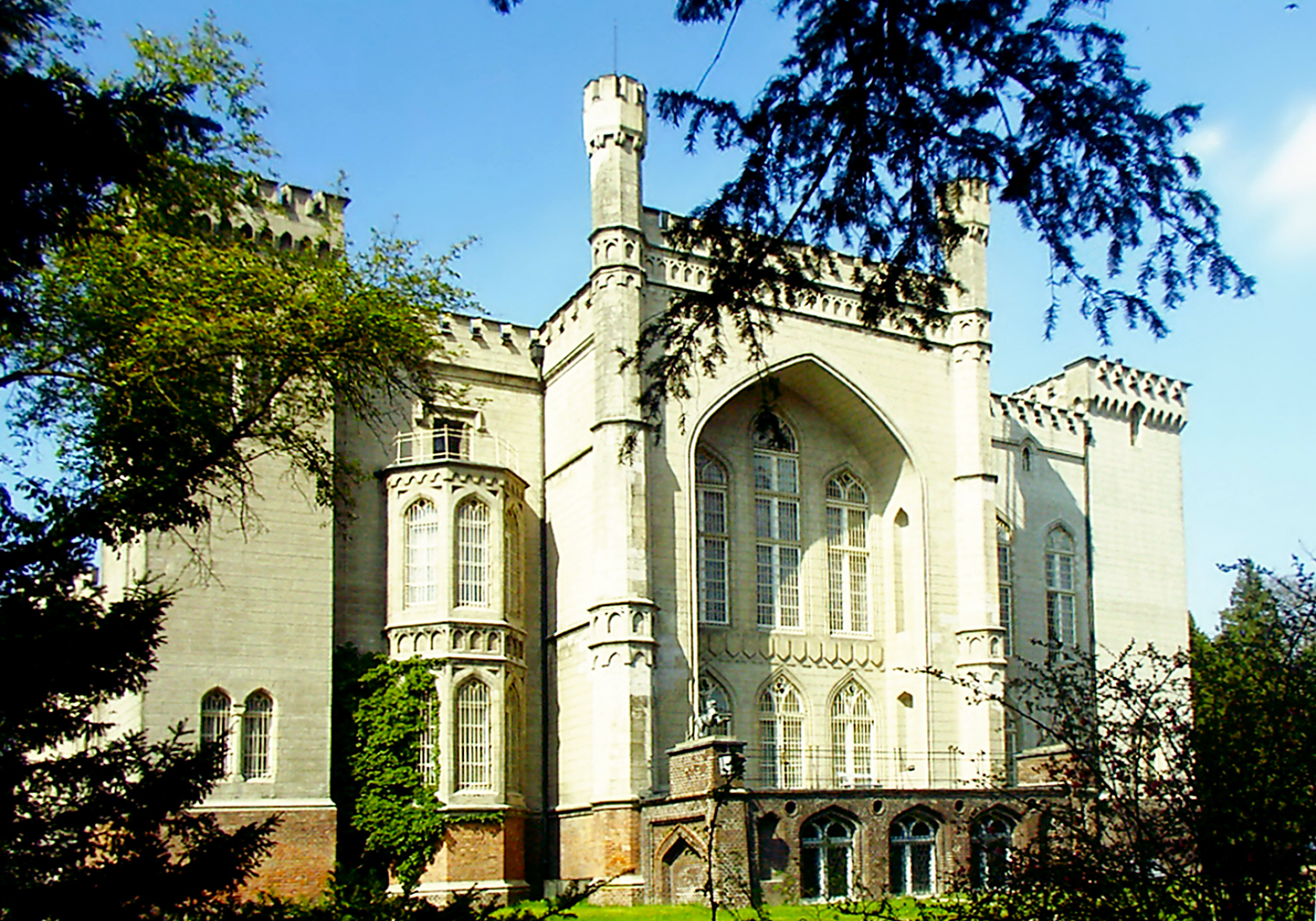
Kórnik

1. Poznań – 567.882 (261,37 km²)
2. Kalisz – 108.841 (69,77 km²)
3. Konin – 80.838 (81,68 km²)
4. Piła – 75.144 (102,71 km²)
5. Ostrów Wielkopolski – 72.672 (42,39 km²)
6. Gniezno – 70.145 (40,89 km²)
7. Leszno – 63.970 (31,90 km²)
8. Śrem – 30.283 (12,38 km²)
9. Swarzędz – 29.766 (8,16 km²)
10. Turek – 29.437 (16,16 km²)
11. Krotoszyn – 29.362 (22,55 km²)
12. Września – 28.650 (12,73 km²)
13. Luboń – 26.655 (13,52 km²)
14. Jarocin – 25.856 (14,44 km²)
15. Wągrowiec – 24.574 (17,91 km²)
16. Kościan – 24.121 (8,75 km²)
17. Koło – 23.101 (13,85 km²)
18. Środa Wielkopolska – 21.640 (17,98 km²)
19. Rawicz – 21.336 (7,81 km²)
20. Gostyń – 20.643 (10,79 km²)
21. Chodzież – 19.716 (12,77 km²)
22. Szamotuły – 18.778 (10,11 km²)
23. Złotów – 18.451 (11,58 km²)
24. Oborniki – 17.895 (14,08 km²)
25. Pleszew – 17.824 (13,19 km²)
26. Trzcianka – 16.750 (18,25 km²)
27. Nowy Tomyśl – 15.255 (5,02 km²)
28. Kępno – 14.713 (7,70 km²)
29. Ostrzeszów – 14.580 (12,18 km²)
30. Słupca – 14.451 (10,31 km²)
31. Grodzisk Wielkopolski – 13.698 (18,09 km²)
32. Wolsztyn – 13.587 (4,78 km²)
33. Mosina – 12.166 (13,58 km²)
34. Wronki – 11.586 (5,81 km²)
35. Czarnków – 11.437 (9,70 km²)
36. Międzychód – 10.930 (6,98 km²)
37. Rogoźno – 10.871 (11,24 km²)
38. Murowana Goślina – 10.097 (7,18 km²)
39. Puszczykowo – 9.248 (16,65 km²)
40. Opalenica – 9.111 (6,42 km²)
41. Kostrzyn – 8.478 (8,03 km²)
42. Jastrowie – 8.423 (72,27 km²)
43. Pobiedziska – 8.271 (10,16 km²)
44. Witkowo – 7.906 (8,30 km²)
45. Trzemeszno – 7.800 (5,46 km²)
46. Pniewy – 7.425 (9,21 km²)
47. Zbąszyń – 7.315 (5,57 km²)
48. Kórnik – 6.907 (6,08 km²)
49. Kłodawa – 6.844 (4,32 km²)
50. Koźmin Wielkopolski – 6.710 (5,86 km²)
51. Krzyż Wielkopolski – 6.272 (5,83 km²)
52. Buk – 6.201 (2,96 km²)
53. Sieraków – 5.993 (14,10 km²)
54. Wieleń – 5.963 (4,32 km²)
55. Śmigiel – 5.439 (5,20 km²)
56. Stęszew – 5.315 (5,63 km²)
57. Wyrzysk – 5.227 (4,12 km²)
58. Czempiń – 5.109 (3,29 km²)
59. Nowe Skalmierzyce – 5.093 (1,59 km²)
60. Odolanów – 4.951 (4,76 km²)
61. Zduny – 4.505 (6,14 km²)
62. Golina – 4.338 (3,57 km²)
63. Szamocin – 4.261 (4,67 km²)
64. Kleczew – 4.169 (6,68 km²)
65. Krobia – 4.008 (7,05 km²)
66. Ujście – 3.923 (5,78 km²)
67. Skoki – 3.827 (11,20 km²)
68. Okonek – 3.825 (6,01 km²)
69. Sompolno – 3.702 (6,21 km²)
70. Krajenka – 3.634 (3,77 km²)
71. Miłosław – 3.587 (4,07 km²)
72. Tuliszków – 3.399 (7,04 km²)
73. Gołańcz – 3.341 (12,63 km²)
74. Rakoniewice – 3.231 (3,37 km²)
75. Nekla – 3.189 (19,79 km²)
76. Pyzdry – 3.184 (12,16 km²)
77. Łobżenica – 3.170 (3,25 km²)
78. Miejska Górka – 3.121 (3,09 km²)
79. Ślesin – 3.079 (7,18 km²)
80. Kobylin – 3.060 (4,92 km²)
81. Bojanowo – 3.014 (2,34 km²)
82. Margonin – 2.952 (5,15 km²)
83. Lwówek – 2.941 (3,15 km²)
84. Zagórów – 2.925 (3,44 km²)
85. Poniec – 2.884 (3,54 km²)
86. Wysoka – 2.761 (4,82 km²)
87. Sulmierzyce – 2.759 (28,98 km²)
88. Książ Wielkopolski – 2.707 (1,96 km²)
89. Kłecko – 2.670 (9,61 km²)
90. Czerniejewo – 2.550 (10,20 km²)
91. Rydzyna – 2.542 (2,17 km²)
92. Borek Wielkopolski – 2.477 (6,16 km²)
93. Rychwał – 2.386 (9,69 km²)
94. Obrzycko – 2.172 (3,72 km²)
95. Dąbie – 2.101 (8,86 km²)
96. Żerków – 2.066 (2,03 km²)
97. Raszków – 2.054 (1,77 km²)
98. Osieczna – 2.012 (4,84 km²)
99. Ostroróg – 1.982 (1,26 km²)
100. Pogorzela – 1.971 (4,34 km²)
101. Grabów nad Prosną – 1.946 (2,58 km²)
102. Jutrosin – 1.863 (1,62 km²)
103. Mikstat – 1.844 (2,49 km²)
104. Przedecz – 1.779 (2,98 km²)
105. Wielichowo – 1.767 (1,24 km²)
106. Stawiszyn – 1.569 (0,99 km²)
107. Krzywiń – 1.538 (1,67 km²)
108. Dobra – 1.516 (1,84 km²)
109. Dolsk – 1.478 (6,02 km²)